# Conioscinella zetterstedti
Conioscinella zetterstedti är en tvåvingeart som beskrevs av Andersson 1966. Conioscinella zetterstedti ingår i släktet Conioscinella och familjen fritflugor. Arten är reproducerande i Sverige. Inga underarter finns listade i Catalogue of Life.